# Szárazjeges tisztítás
A szárazjeges tisztítás az iparban előforduló szennyeződések és lerakódások kiváló minőségű tisztítására használt technológia. A gépeket, berendezéseket a tisztításhoz nem szükséges megbontani, szétszerelni. Azt a szennyeződést, amit drótkefével, csavarhúzóval, spaklival vagy hasonló szerszámmal meg lehet bontani, sérteni, a szárazjég szórásos technológiával tökéletes minőségben lehet tisztítani. Mindez úgy történik, hogy az alapfelület nem károsodik, szemben az egyéb szemcseszórásos tisztítási technológiákkal.

## A tisztítás elve és folyamata

### A felület tisztítása
A szárazjég pelletet nagynyomású levegő segítségével rászórják a tisztítandó felületre.  A szerves anyagok megkeményednek, törékennyé válnak az alacsony hőmérséklet hatására. Ez lecsökkenti a rugalmasságukat és tapadó képességüket, ezáltal könnyebbé válik az eltávolításuk.

### Hőmérséklet különbség, hősokk
A hirtelen helyi „fagyasztás” hatására a térfogatváltozás (összezsugorodás) eltérő aránya nagyfokú hőfeszültséget idéz elő a határfelületen, melynek következtében fellazítja az eltávolítandó réteget.

### Lökéshullám
A szárazjég mozgási energiájából származó lökéshullám, amely a feltört réteget eltávolítja.

### Robbanó szublimáció
A szárazjég átalakulása alatt a nagyon hideg jégdarabok a relatív meleg megtisztítandó felülettel érintkezve majdnem azonnal gáz halmazállapotúvá válnak, azaz szublimálnak. Ezt a folyamatot a gáz térfogat-növekedése kíséri, amely a szén-dioxid tulajdonképpeni mikrorobbanása. Ez a robbanás ellöki a már leoldódott szennyeződést és a sűrített levegő segítségével lesöpri azt a szennyezett felületről.
A tisztítás után a felület teljesen száraz marad, nem igényel semmilyen kezelést, melléktermék vagy veszélyes hulladék nem keletkezik.